# جناح بودان
جناح بودان (به ژاپنی: 武断派 ぶだんは)، یکی از جناح‌های داخل رژیم تویوتومی بود. در میان فرماندهان نظامی تحت رهبری تویوتومی هیده‌یوشی، به ژنرال‌هایی اطلاق می‌شود که در دوران رژیم تویوتومی در ارتش خدمت می‌کردند. فرماندهان نظامی جناح بودان عبارتند از کاتو کیوماسا و فوکوشیما ماسانوری.
برخلاف جناح بودان، فرماندهان نظامی که مسئولیت امور سیاسی را بر عهده داشتند، مجموعاً جناح بونچی (文治派) نامیده می‌شدند.

## درگیری با جناح بونجی
ژنرال‌های جناح بودان در نبردها به موفقیت‌های بزرگی دست یافتند و کمک زیادی به اتحاد کشور توسط هیده‌یوشی کردند، اما با پیشرفت پروژه اتحاد، فرصت‌های نبرد کاهش یافت و آنها به تدریج دچار بدبختی شدند. در عوض، این جناح بونجی بود که مسئول امور سیاسی بود و در مرکز مدیریت تویوتومی قدرت را اعمال می‌کرد. به ویژه، ایشیدا میتسوناری، نماینده جناح بونجی، فرصت کمی برای جنگیدن در خط مقدم نبرد داشت و بسیاری از فرماندهان نظامی علیه او بودند.
درگیری بین این دو جناح پس از مرگ هیده‌یوشی آشکار شد و گروه بودان سعی کرد به توکوگاوا ایه‌یاسونزدیک شود. مائدا توشی‌ایه سعی کرد میان دو جناح میانجیگری کند، اما به زودی بر اثر بیماری درگذشت، و هیچ‌کس برای توقف درگیری باقی نماند، که منجر به حادثه ای شد که در آن هفت فرمانده نظامی از جناح بودان به عمارت میتسوناری حمله کردند حادثه حمله به ایشیدا میتسوناری. این حادثه یکی از علل لشکرکشی سکیگاهارا شد.

## حادثه حمله به ایشیدا میتسوناری
پس از مرگ هیده‌یوشی، درگیری در دولت تویوتومی بین جناح نظامی به رهبری هفت ژنرال و جناح بونچی، از جمله ایشیدا میتسوناری، که مسئول امور اداری بود، پدید آمد. مائدا توشی‌ایه، یکی از پنج پیر (گوتایرو)، سعی کرد میان این دو جناح میانجیگری کند، اما در ۳ مارس ۱۵۹۹ درگذشت. با مرگ او، کسی برای داوری درگیری بین دو جناح باقی نماند و دشمنی بین دو جناح بیشتر شد.
گروه بودان که مدتی به دلیل ارزیابی نبرد قلعه اولسان در هنگام اعزام نیروها به کره، از جناح میتسوناری کینه داشت، قصد داشت در عمارت کاتو کیوماسا در قلعه اوساکا جمع شود و از آنجا به عمارت میتسوناری حمله کند و میتسوناری را ترور کند. با این حال، میتسوناری از طریق گزارشی از کوواجیما جیمون، که به تویوتومی هیده‌یوری خدمت می‌کرد، از این موضوع مطلع شد و به همراه شیما ساکون و دیگران به عمارت ساتاکه یوشینوبو گریخت. علاوه بر این، هفت ژنرال همیشه به دنبال رضایت ایه‌یاسو بودند و هفت ژنرال تنها به آنچه مورد تأیید ایه‌یاسو بود، عمل می‌کردند. این حادثه یک جنگ خصوصی نبود، بلکه به عنوان بخشی از یک دعوای سیاسی رخ داد. اشاره شد که درگیری در این حادثه بین هفت ژنرال و میتسوناری نبود، بلکه بین طرف توکوگاوا و نیروهای ضد توکوگاوا بود.。

### فرار میتسوناری به فوشیمی
وقتی هفت ژنرال متوجه شدند که میتسوناری در عمارت نیست، عمارت‌های فئودال‌های مختلف را در قلعه اوساکا جستجو کردند و ارتش کاتو نیز به اقامتگاه ساتاکه یوشینوبو نزدیک شد؛ بنابراین، میتسوناری و دوستانش از اقامتگاه ساتاکه فرار کردند و خود را در قلعه فوشیمی در کیوتو پنهان کردند و بر اساس برخی منابع آنها از این واقعیت که در آنجا عمارتی داشتند، استفاده کردند. برخلاف این روایت، حکایتی که میتسوناری در این زمان به «عمارت توکوگاوا ایه‌یاسو» فرار کرد در بسیاری از کتاب‌ها و رساله‌های تاریخی شرح داده شده‌است.、 با این حال، دایدوجی یوزان در «راکوهوشو» نوشته شده در دوره کیوهو، می‌نویسد که میتسوناری به «عمارت خود در قلعه فوشیمی» بازگشت.